# Chamaephyte
Dans la classification de Raunkiær, les chamæphytes sont des plantes vivaces dont les bourgeons d'hiver se situent près du sol. Plus précisément, ils possèdent nécessairement des bourgeons à moins de 30 cm du sol, et aucun à plus de 50 cm (beaucoup n'ont aucun bourgeon à plus de 20 cm).
L'orthographe chaméphyte est également utilisée.
La classification distingue les chamæphytes frutescents  (buissonnants, plus ou moins dressés) et les chamæphytes herbacés  (beaucoup plus proches du sol tel le myrtillier).

## Étymologie
Le terme chamæphyte est issu des mots grecs χαμαι (khamai : par terre) et φυτό: (phyto, soit plante).